# Таёжный (Ханты-Мансийский автономный округ)
Таёжный — посёлок городского типа в Советском районе Ханты-Мансийского автономного округа России. Образует городское поселение Таёжный. Население — 1668 чел. (2021)

## География
Посёлок Таёжный расположен в Западной Сибири, в западной части Ханты-Мансийского автономного округа — Югры Тюменской области, на границе со Свердловской областью.
С запада и юго-запада посёлок окружён болотом Нерпьяталях-Янкалма, с других сторон окружён лесами тайги, в результате чего получил своё название.
Расстояния по автодорогам/по прямой:
- до ближайшего города Югорска — 59 км/32 км;
- до районного центра — города Советского — 67 км/53 км;
- до окружного центра — города Ханты-Мансийска — 432 км/342 км.

Ближайшие населённые пункты: Алябьевский, Юбилейный, Пионерский, Малиновский.

## История
Таёжный основан в 1961 году. Статус посёлка городского типа получил в 1976 году.

## Население
| 1979  | 2002  | 2007  | 2009  | 2010  | 2012  | 2013  |
| ----- | ----- | ----- | ----- | ----- | ----- | ----- |
| 3299  | ↘2526 | ↗2569 | ↘2530 | ↘2370 | ↘2315 | ↘2273 |
| 2014  | 2015  | 2016  | 2017  | 2018  | 2019  | 2020  |
| ↘2217 | ↘2186 | ↘2121 | ↘2074 | ↘2002 | ↘1945 | ↘1923 |
| 2021  |       |       |       |       |       |       |
| ↘1668 |       |       |       |       |       |       |

## Транспорт
В 1,5 км к северу от посёлка Таёжного пролегает автодорога Ивдель — Советский. Через посёлок пролегает линия Екатеринбург — Ивдель I — Приобье Свердловской железной дороги. Здесь расположен железнодорожный разъезд Таёжный (до января 2022 года — разъезд 135 км).